# Tanakh

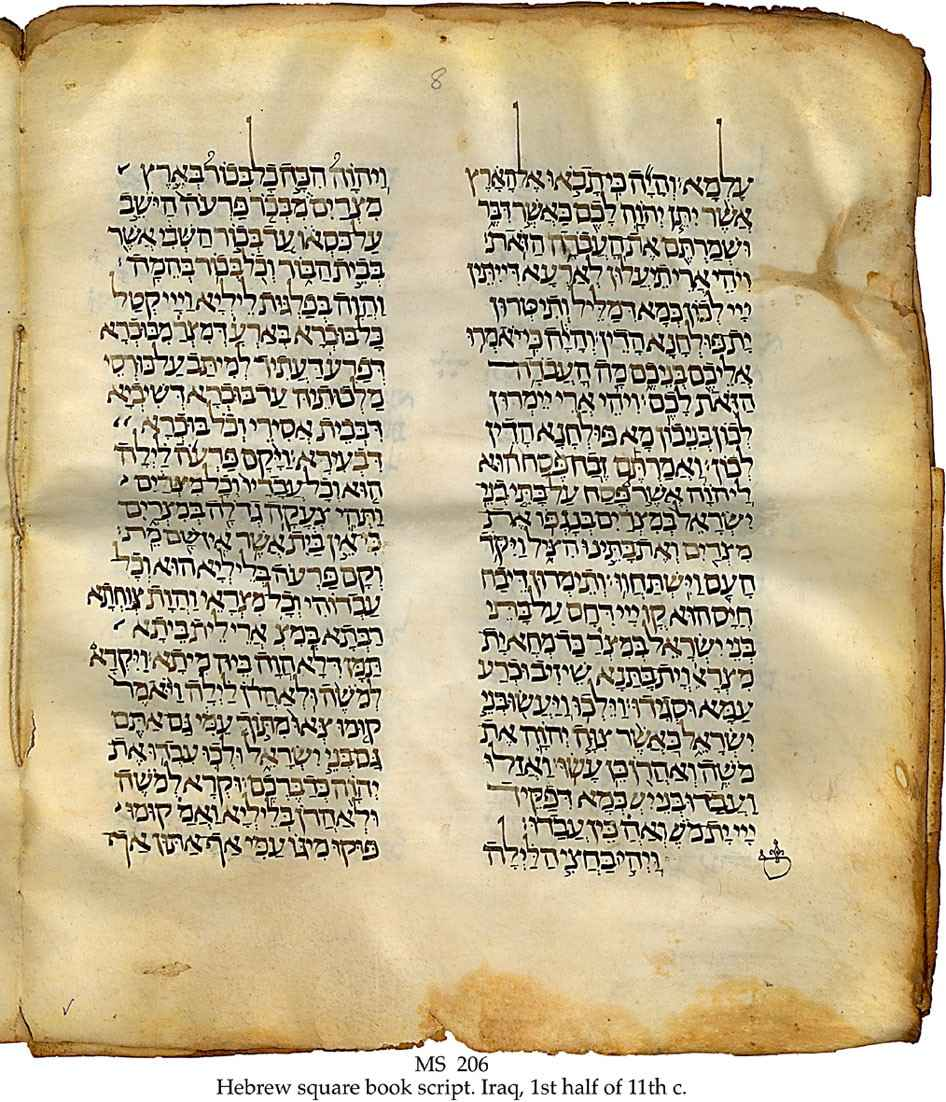
Bản Targum vào thế kỉ 11

Tanakh [תנ״ך;] (cũng viết là Tanach hoặc Tenach) là bộ quy điển của Kinh thánh Hebrew. Thuật từ này là từ viết tắt từ chữ đầu dựa trên các chữ cái Hebrew của tên gọi của 3 phần trong Kinh thánh Hebrew:
1. Torah [תורה] mang một trong số các nghĩa: "Luật"; "Lời giảng"; "Giáo huấn". Còn gọi là Chumash [חומש] có nghĩa: "Bộ năm"; "Năm sách của Moses". Đây chính là Ngũ thư ("Pentateuch").
2. Nevi'im [נביאים] có nghĩa: "Ngôn sứ"
3. Ketuvim [כתובים;] có nghĩa "Văn chương" ("Hagiographa").

Tanakh còn được gọi là [מקרא;], Mikra hay Miqra.

## Thuật ngữ
Ba phần cấu tạo nên từ viết tắt Tanakh được thấy nhiều trong các tài liệu từ giai đoạn Đền Thờ thứ hai và trong văn chương rabbi. Tuy nhiên từ viết tắt Tanakh không được sử dụng trong giai đoạn đó mà thuật ngữ chính xác Mikra (Sách đọc) được sử dụng. Thuật ngữ Mikra tiếp tục được sử dụng cho đến ngày nay bên cạnh Tanakh để chỉ các văn bản kinh thánh Hebrew. (Trong ngôn ngữ nói tiếng Hebrew hiện đại, Mikra mang vẻ trịnh trọng hơn Tanakh.)
Vì các sách trong Tanakh phần lớn được viết bằng tiếng Hebrew nên nó còn được gọi là Kinh thánh Hebrew. (Một số phần của các sách Đa-ni-en và Ezra, cũng như một câu trong sách Jeremiah và từ địa danh hai chữ trong sách Sáng Thế, được viết bằng tiếng Aramaea - nhưng dù vậy, chúng vẫn được viết bằng hệ thống chữ viết Hebrew.)

## Quy điển
Bài chính: Quy điển Do Thái.
Theo truyền thống Do Thái, Tanakh gồm 24 sách (được đánh số bên dưới). Torah có 5 sách, Nevi'im chứa 8 sách, Ketuvim có 11 sách.
Hai mươi bốn sách này cùng là các sách được có trong Cựu Ước của Kháng Cách, nhưng thứ tự các sách thì có khác. Việc đánh số cũng khác: người Kitô giáo xếp thành 39 sách. Đó là vì một số sách người Kitô giáo tính là vài sách nhưng người Do Thái chỉ tính một sách.
Vì vậy, người ta có thể chỉ ra khác biệt kĩ thuật giữa Tanakh của Do Thái giáo với cái tương tự, nhưng không giống hệt, được gọi là Cựu Ước của Kitô giáo. Vì vậy, một số học giả thường dùng thuật ngữ Kinh thánh Hebrew để đề cập đến phần tương đồng giữa Tanakh và Cựu Ước trong khi tránh được thiên kiến tôn giáo.
Cựu Ước của Công giáo Rôma và Chính Thống giáo Đông phương bao gồm 6 sách không có trong Tanakh và một số phần trong Sách Daniel và Esther. Chúng được gọi là các sách thứ kinh (nguyên nghĩa là "đưa vào quy điển thứ phát", tức đưa vào quy điển sau).

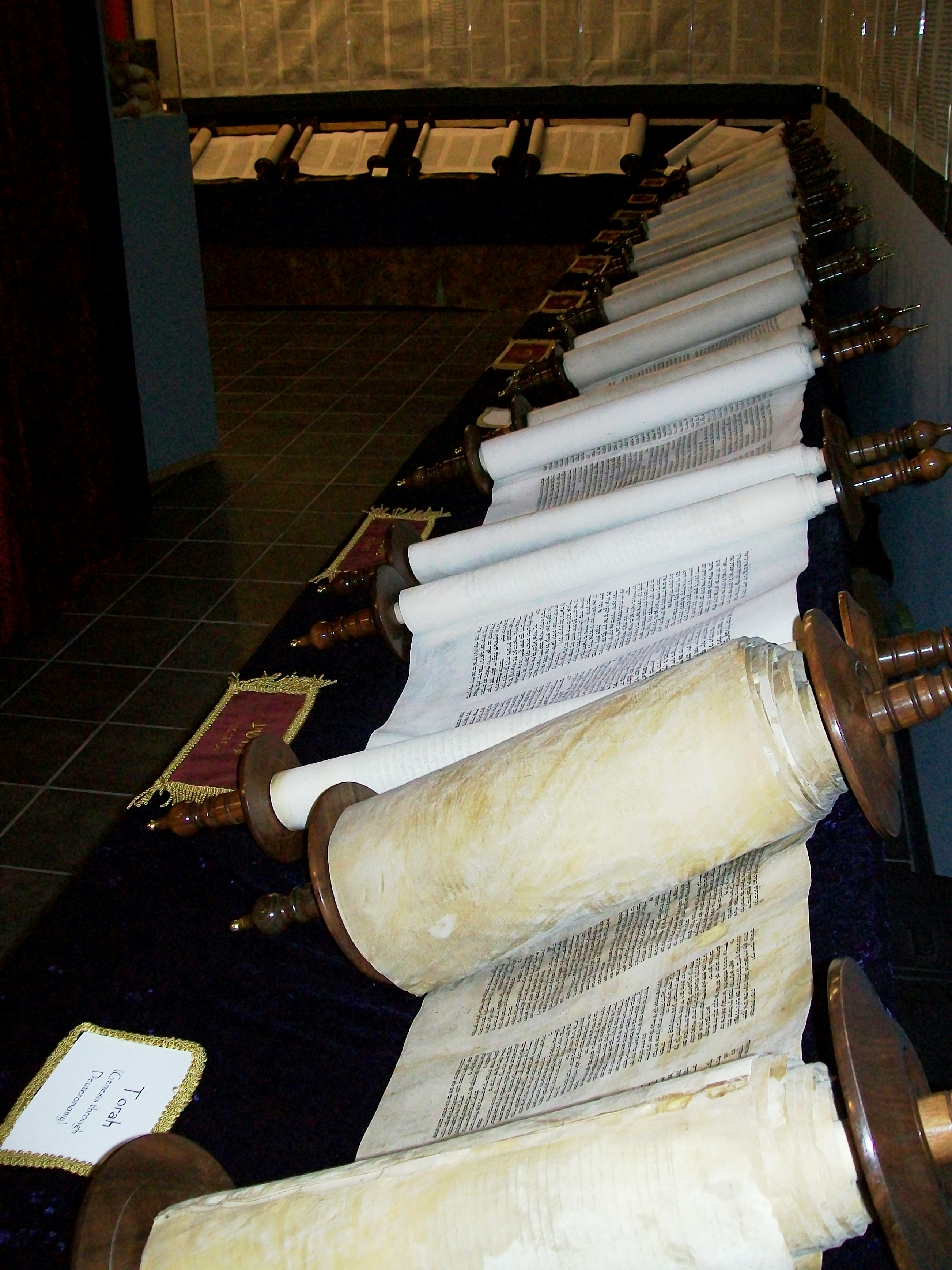

## Các sách Tanakh
Văn bản tiếng Hebrew nguyên thủy chỉ gồm phụ âm cùng với một số chữ cái không nhất quán được dùng như nguyên âm (matres lectionis). Trong giai đoạn đầu của thời kì trung cổ, các Masoretes mã hoá truyền thống đọc Tanakh bằng miệng bằng cách thêm hai loại ký tự đặc biệt vào văn bản: niqqud (điểm nguyên âm) và dấu ngân tụng (cantillation). Dấu ngân tụng quy định cú pháp, nhấn (trọng âm) và giai điệu khi đọc.
Các sách Torah có các tên thường dùng đặt theo chữ nổi bật đầu tiên trong mỗi sách. Tên cách sách theo tiếng Anh cũng như tiếng Việt không được dịch từ tiếng Hebrew mà dựa trên các tên tiếng Hy Lạp dùng cho Bản Bảy Mươi (Septuaginta). Tên các sách trong Bản Bảy Mươi dựa trên tên được các rabbi đặt để miêu tả nội dung chủ đề của từng sách.

### Torah
Các sách Torah (תּוֹרָה, nghĩa đen là "Giảng huấn") gồm:
1. Sáng thế [בראשית] (Bereshit)
2. Xuất hành [שמות] (Shemot)
3. Lê-vi [ויקרא] (Vayiqra)
4. Dân số [במדבר] (Bamidbar)
5. Đệ nhị luật [דברים] (Devarim)

### Nevi'im
Các sách Nevi'im (נְבִיאִים, "Ngôn sứ") gồm:
1. Giôsuê [יהושע] (Yeoshua)
2. Các Thủ lãnh [שופטים] (Shophtim)
3. Samuel (I & II) [שמואל] (Shemouel)
4. Các Vua (I & II) [מלכים] (Melakhim)
5. Isaiah [ישעיה] (Iescha'Yahou)
6. Jeremiah [ירמיה] (Irmeyahou)
7. Ezekiel [יחזקאל] (Ihezquel)
8. Mười hai ngôn sứ nhỏ bé [תרי עשר] (Schne-'Assar)
  1. Hô-sê [הושע] (Hoshea)
  2. Joel [יואל] (Ioel)
  3. A-mốt [עמוס] ('Amos)
  4. Obadiah [עובדיה] ('Obadyah)
  5. Jonah [יונה] (Iona)
  6. Micah [מיכה] (Mikha)
  7. Nahum [נחום] (Nahoum)
  8. Habakkuk [חבקוק] (Habaqouq)
  9. Zephaniah [צפניה] (Sephanyah)
  10. Haggai [חגי] (Hagaï)
  11. Zechariah [זכריה] (Zecharyah)
  12. Malachi [מלאכי] (Malakhi)

### Ketuvim
Ketuvim (כְּתוּבִים, "Văn chương") gồm:
1. Thánh vịnh [תהלים] (Tehilim)
2. Châm ngôn [משלי] (Mishle)
3. Gióp [איוב] (Iob)
4. Diễm ca [שיר השירים] (Eikha)
5. Rút [רות]
6. Ai ca [איכה]
7. Huấn ca [קהלת] (Qohelet)
8. Esther [אסתר] (Ester)
9. Đa-ni-en [דניאל]
10. Ezra-Nehemiah [עזרא ונחמיה] ('Ezra Nechemya)
11. Sử biên niên (I & II) [דברי הימים] (Dibre Hayamim)

## Phân chương, câu và sách trong Tanakh
Việc phân chương và đánh số câu không quan trọng trong truyền thống Do Thái. Tuy nhiên, chúng được ghi trong mọi bản Tanakh hiện đại để định vị và trích dẫn. Các sách Samuel, Các Vua và Sử biên niên cũng được phân thành phần I và II và được đánh số chương và câu theo truyền thống văn bản Kitô giáo.
Việc áp dụng cách phân chương theo kiểu Kitô giáo trong Tanakt bắt đầu vào cuối thời trung cổ ở Tây Ban Nha, và điều này phản ánh sự diễn dịch kinh thánh của Kitô giáo.